# Zoutmars

Gandhi tijdens de zoutmars

De zoutmars was een protestmars van 390 kilometer die in 1930 werd afgelegd door Mahatma Gandhi en zijn volgelingen. Met de mars wilde Gandhi bij de oceaan bij Dandi zelf zout gaan maken om zo te protesteren tegen het Britse zoutmonopolie in India. De mars was het grootste protest tegen de Britse overheersing sinds de ongehoorzaamheidsbeweging in 1920-22 en vormde een belangrijk onderdeel in de Indische strijd voor onafhankelijkheid. Het hele protest moest volgens Gandhi's principe van satyagraha geweldloos verlopen. Hoewel Gandhi voor zijn aandeel in de zoutmars werd gearresteerd, trok zijn mars wereldwijd de aandacht van de pers en leidde tot massale opstanden in India. Daarmee werd het effect van burgerlijke ongehoorzaamheid als protestmiddel tegen politiek onrecht bewezen.

## Aanloop
Op 31 december 1929 kreeg het Indische protest voor onafhankelijkheid van het Verenigd Koninkrijk vorm. Geleid door Gandhi riep het Indisch nationaal congres de onafhankelijkheid uit. Gandhi kreeg tevens toestemming van het Congress Working Committee voor een protestactie tegen de Britse zoutwet van 1882, waarmee de Britten een monopoliepositie hadden bemachtigd in de zoutindustrie. Het gevolg hiervan was dat een zoutaccijns aan de Britse machthebbers betaald moest worden. Deze belasting trof iedereen omdat zout een levensbehoefte is. Arme mensen werden echter relatief veel zwaarder erdoor getroffen dan rijken.
Gandhi’s idee om via zout te protesteren tegen de Britten werd niet door alle leden van het congres even goed ontvangen. Zo geloofde Sardar Patel dat een boycot van landbouwproducten meer zin had.
Op 5 februari 1930 vermeldden de kranten in India dat Gandhi zou beginnen met een burgerlijk protest tegen de zoutwet. Gandhi koos 6 april als de datum om de zoutwet officieel te overtreden. Hij lichtte vooraf de pers in. Voor de mars zelf drong Gandhi aan op strikte volging van de Satyagraha. Op 2 maart schreef Gandhi nog een brief aan onderkoning Lord Irwin waarin hij zei af te zien van de mars als zijn eisen werden ingewilligd. Deze brief werd echter genegeerd.

## De mars
Op 12 maart 1930 begonnen Gandhi en 78 aanhangers vanuit Sabarmati Ashram te voet met hun reis naar Dandi. Volgens The Statesman, de officiële staatskrant van India, bevonden zich 100.000 mensen op de weg tussen Sabarmati en Ahmedabad.:140 De eerste dag van de mars eindigde in Aslali, waar Gandhi 4000 mensen toesprak. Hij kreeg steun van officials uit dit dorp die ook de Britse overheersing wilden stoppen.:143-144
In elk dorp dat hij aandeed op zijn tocht hield Gandhi toespraken. Hij en zijn volgelingen vroegen van dorpelingen enkel een beetje voedsel, nooit onderdak of andere gunsten.:86 Zijn aanhang groeide snel, tot uiteindelijk de stoet mensen meer dan twee kilometer lang was. Bij Surat werden ze begroet door 30.000 mensen en tegen de tijd dat de groep in Dandi aankwam was dit aantal aangegroeid tot 50.000. Buitenlandse journalisten brachten verslag uit van de reis. De New York Times schreef bijna dagelijks een artikel over de zoutmars, waaronder twee voorpagina-artikelen op 6 en 7 april.:221
Op 5 april arriveerde Gandhi bij de kust, waar hij een interview gaf aan een reporter van Associated Press. De volgende dag haalde hij een handvol zoute modder uit de zee en kondigde officieel aan de zoutwet te breken. Op zijn bevel begonnen duizenden mensen zeewater te koken om zo het zout eruit te winnen.

## Gevolgen
Het slagen van de zoutmars leidde tot massale protesten en overtredingen van de zoutwet in India. Een portie zout gewonnen door Gandhi zelf werd voor 1600 roepie verkocht. De Britten reageerden door 60.000 mensen op te sluiten. Indiërs begonnen ook Britse producten te boycotten en geen van de maatregelen van de Britten bleek voldoende om de burgerlijke ongehoorzaamheid te stoppen. Voor het eerst namen ook vrouwen actief deel aan de strijd voor onafhankelijkheid.
Gandhi zelf hield zich na de mars niet meer actief met de zouthandel bezig, maar hield wel de ontwikkelingen in India in de gaten. Anders dan wat hij had gehoopt vond Gandhi’s mars geen aanhang bij de Indische moslims.:119-120